# 梅希亞縣
梅希亞縣（西班牙語：Cantón Mejía），是厄瓜多爾的縣份，位於該國北部，由皮欽查省負責管轄，始建於1883年7月23日，面積1,476平方公里，海拔高度3,163米，2012年人口81,335，人口密度每平方公里55.11人。
0°13′S 78°31′W / 0.217°S 78.517°W